# Maniquí gris
El maniquí gris (Lonchura caniceps) és un ocell de la família dels estríldids (Estrildidae).

## Hàbitat i distribució
Habita les sabanes i praderies empantanegades de les terres baixes de l'est de Nova Guinea.